# کولام
کولام (به انگلیسی: Kollam) یک شهر در هند است که در کرالا واقع شده‌است.

## خصوصیات
کولام ۷۳٫۰۳ کیلومترمربع مساحت و ۳۹۷٬۴۱۹ نفر جمعیت دارد و ۳ متر بالاتر از سطح دریا واقع شده‌است.